# トマトスープ

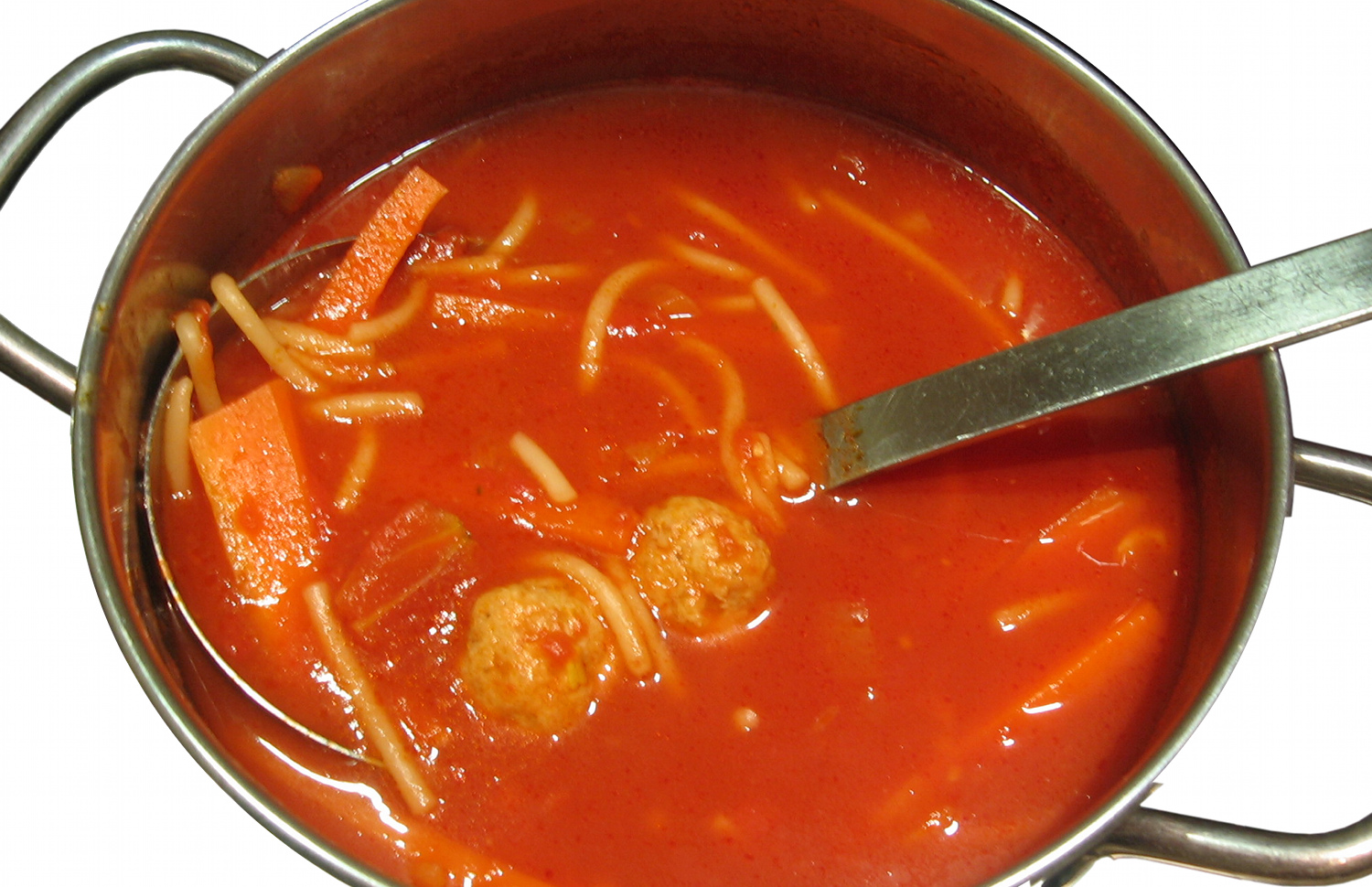
ミートボール、ヴェルミチェッリ、ニンジンスライスが入ったトマトスープ

トマトスープ（英: tomato soup）は、トマトを主な材料とする野菜スープである。温製または冷製で提供され、様々な方法で作られる。舌触りが良く、トマトの塊、クリーム、チキン、野菜の出汁、ヴェルミチェッリ、他の野菜、ミートボールなどが入るレシピもある。多くの企業が独自のトマトスープを開発しており、味や量、材料は様々である。

## 歴史
トマトスープのレシピは、1857年のエリザ・レスリーの書籍『ニュー・クッカリー・ブック』（New Cookery Book）で初めて掲載された。その後、トマトスープは1897年にキャンベル・スープ・カンパニーが濃縮トマトスープを発売したことで普及した。

## 栄養
レシピによって変わってくるが、一般的にトマトスープはカロリーが低く、カリウム、ビタミンC、ビタミンK、ビタミンAを豊富に含む。また、抗酸化特性に関連して健康への影響が大きいとされるカロテノイド色素のリコペンも豊富に含まれる。2011年、欧州食品安全機関はリコペンの人間に対する抗酸化作用、特に肌、心機能、紫外線からの視力の保護に関する根拠は不十分であるという結論を下した。アメリカ食品医薬品局も同様に、リコペンが特定の種類のガンに効果があるという科学的な根拠は乏しいとして、製造業者に対し、リコペンとガンの危険性を結びつける主張を無条件で行うことを禁止した。

## 伝統的なトマトスープ
基本的なトマトスープは、トマト、タマネギ、ニンニク、オリーブ・オイル、野菜または鶏肉の出汁などの材料で簡単に作ることができ、また調味料としてバター、塩、コショウ、必要であれば砂糖を使用することができる。トマトを湯通しし、皮を剥いてピューレにすることで新鮮なトマトスープを作ることもできる。熟成は味の深みに重要な役割を果たすため、新鮮なトマトはよく熟しているもののみ使用することが推奨されている。ポーランドでは、トマトペースト、鶏ガラスープ、サワークリームで作られることが多い。スープはクリーム状ではなく、ニンジン、パセリの根、セロリの根などといった野菜のかけらが含まれている。パスタやライスと共に提供されることもある。スープは調理してから数日経ったロスウを基にしていることが多い。インドでは様々なスパイスが使用できるため、スープはより美味しくなり、かつスパイシーであることが多い。インド人は通常、クミン、カルダモンの莢、クミンの粉、すりおろしたショウガ、ウコン、カイエンペッパー、コリアンダー、ガラムマサラ、ブラックペッパーを代わりに用いて、シラントロをトッピングする。レシピは地域によって様々なものがある。

## ガスパチョ

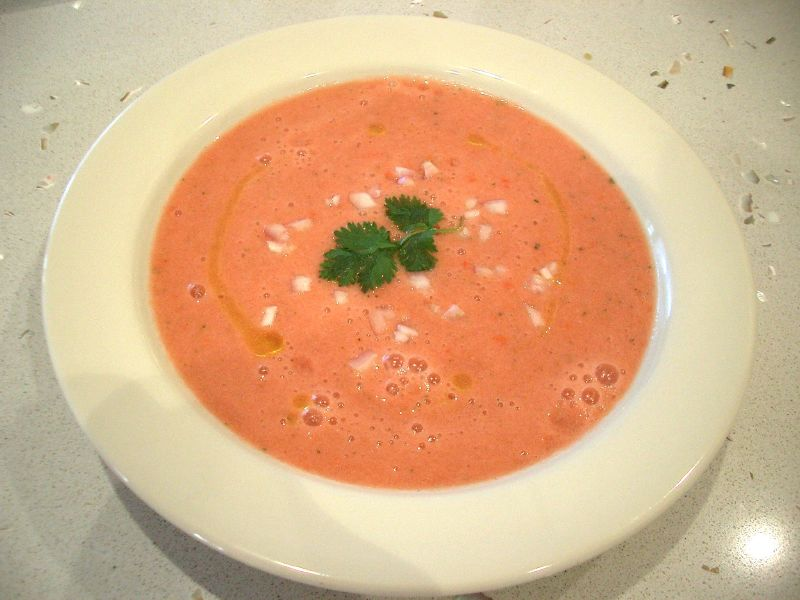
ガスパチョ

ガスパチョ（Gazpacho）はスペイン南部のアンダルシア州で生まれた冷製のトマトスープである。ガスパチョは広く食べられているスペイン料理で、隣国のポルトガルでは「gaspacho」として知られている。ガスパチョは爽やかな舌触りの冷えたスープであることから、夏に食べられることが多い。ガスパチョには様々なバリエーションが存在する。伝統的なトマトスープとは異なり、ガスパチョはそもそも加熱されず、生野菜のピューレである。その他の大きな違いとして材料が挙げられ、スープにはトマトの他に、キュウリやピーマンなどの野菜も多く含まれる。

## ボルシチ
19世紀以降、トマトを用いて作られるボルシチも存在する。トマトは古代のボルシチに見られるようなビート・サワーやホグウィード・サワーのような酸味がある。

## 市販のトマトスープ
市販のトマトスープには保存食、濃縮したもの、乾燥粉末など様々な形式がある。市販のトマトスープは缶詰や、飲料カートンに入っている。トマトはキャンベル・スープ・カンパニーが製造するスープの味のうちトップ3にランクインしている。
市販のトマトスープは主にトマトのピューレ、つまりトマトペーストと水にその他の材料を少し加えて食材の風味や物理的性質を強めたものである。
トマトは酸度の高い食材であるが、トマトの果実は一般的にpH4.2から4.9の範囲、平均4.5であるため、危険性が高い食べ物とは考えられていない。このため、病原菌が増殖する可能性は低い。しかし、食品の安全性や賞味期限の安定性に関して、大きな問題になる可能性のある食品を媒介する病原菌がなお存在する。缶詰にする際の主な懸念として、ボツリヌス菌のような毒素を生成する嫌気性の微生物がある。トマトは微生物が増殖し毒素を生成するpH4.6から8.5までの範囲に含まれており、最適な増殖温度は摂氏30度から40度、最高は50度である。細菌が死滅しても、耐熱性の胞子を放出し、増殖し始めると危険な存在となる。
植物の成長と成熟の過程における安定性に関する細胞壁の構造と同様に、トマト製品の品質も重要である。トマト製品の見かけの粘度は、ペクチンとセルロースによって決まる。これらが破壊される温度が高いと、低い温度で破壊された時よりも多くの酵素が不活性化する。

## 関連文献
- Tonucci, Linda H. (March 1995). “Carotenoid Content of Thermally Processed Tomato-Based Food Products”. Journal of Agricultural and Food Chemistry 43 (3):  579–586. doi:10.1021/jf00051a005.
- Bittman, Mark (2007). How to Cook Everything Vegetarian: Simple Meatless Recipes for Great Food. Wiley. pp. 113–114